# 파이브 핑거 데스 펀치
파이브 핑거 데스 펀치(Five Finger Death Punch)는 미국 로스앤젤레스 출신의 헤비 메탈 밴드이다. 비교적 특이한 밴드의 이름은 정창화 감독의 1972년 쿵푸 영화 《죽음의 다섯 손가락》에서 유래했다.